# Frederick Henry
Frederick Charles Henry (nascido em 14 de dezembro de 1929) é um ex-ciclista canadense. Ele representou o Canadá nos Jogos Olímpicos de Verão de 1952, em Helsinque.